# Găvana (cartier)

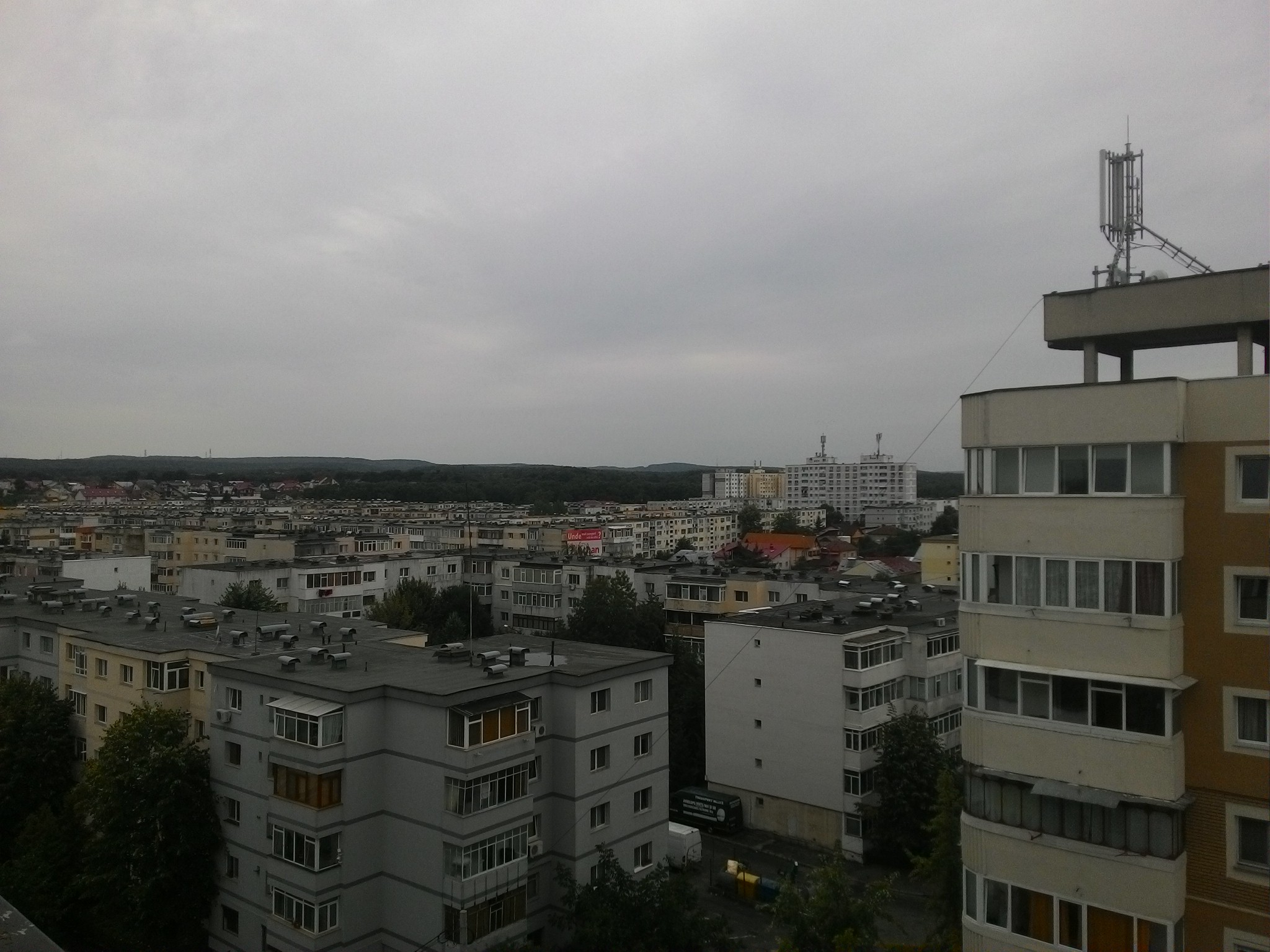
Priveliște a cartierului văzută din Blocul T4.

Găvana este un cartier mare situat în nordul Piteștiului, cartier care cuprinde blocuri de locuințe și o zonă rezidențială. Înainte de 1970, în această zonă existau numai case, dar majoritatea au fost demolate pentru a face loc blocurilor. Cartierul Găvana se învecinează la nord cu comuna Bascov și la sud cu cartierul Negru Vodă. Se împarte în 3 părți: Găvana 1 (Nord), Găvana 2 și Găvana 3.
Bulevardul Nicolae Bălcescu care traversează cartierul de la nord la sud constituie ieșirea din oraș către DN7C care duce în Curtea de Argeș și din acest motiv suferă adesea din cauza traficului aglomerat la orele de vârf.

## Istorie
Găvana are o istorie îndelungată și bogată care se întinde pe mai multe secole. Începuturile sale sunt dificil de precizat, dar denumirea de "Găvana" apare pentru prima dată în documente în 1649, în timpul domniei lui Matei Basarab (1632-1654), când a fost menționată în legătură cu delimitarea hotarelor dintre Budeasa și Găvana.

## Industrie și comerț
În decursul istoriei sale, cartierul Găvana a găzduit o serie de industrii importante. Printre acestea se numără Alprom (specializată în lemn), Rolast (industria cauciucului), Textila, fabrica de pâine Spicul, fabrica de bere și centrala de termoficare (CET) pentru încălzirea apartamentelor. Aceste unități industriale au avut un rol semnificativ în economia locală.
După Revoluția din 1989, majoritatea acestor unități industriale au dispărut sau au trecut în proprietate privată, marcat fiind un declin în industria tradițională a cartierului.
Cartierul Găvana este cunoscut pentru dezvoltarea sa comercială. Aici se găsesc complexe comerciale importante, cum ar fi Auchan cu Jumbo în perimetru, LIDL, Dedeman și numeroase alte magazine care îndeplinesc nevoile locuitorilor. Cartierul oferă o gamă variată de opțiuni de cumpărături, însă acest aspect este adesea subiectul unor dezbateri cu privire la numărul și diversitatea magazinelor.
De asemenea, se prevede înființarea unui nou complex comercial în apropierea stației Publitrans "Peco OMV", care va aduce nume importante precum Kaufland, Mc Donalds, Leroy Merlin și altele.